# North Coast 500

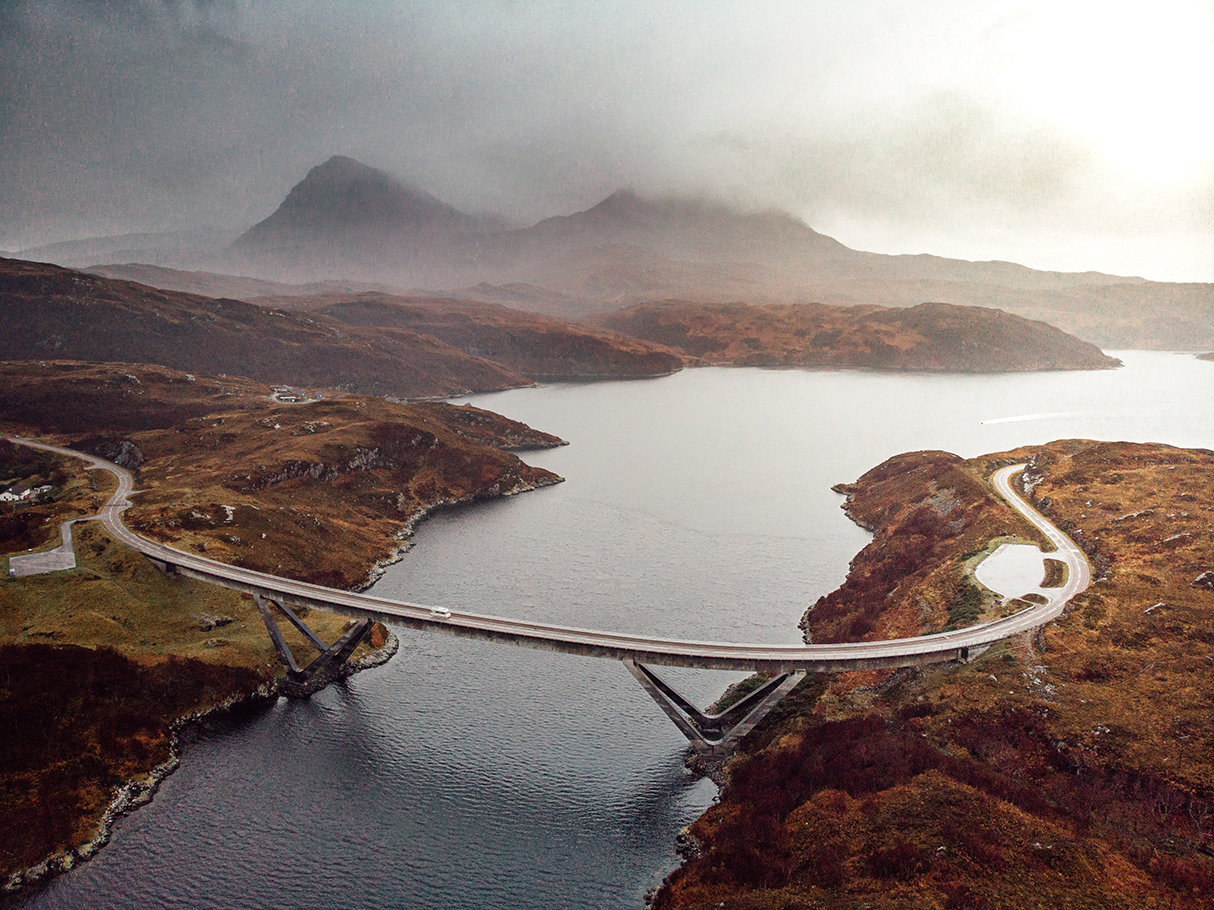
Kylesku Bridge op de NC500

De North Coast 500 of NC500 is een toeristische autoroute in Schotland. De bewegwijzerde route is 516 mijl lang (813 kilometer). Ze loopt door de noordelijke Highlands. De route werd gecreëerd in 2015 en begint en eindigt aan Inverness Castle. De route loopt onder andere door Applecross, Shieldaig, Gairloch, Ullapool, Lochinver, Thurso, Wick, Dornoch.